# Watchmen (stripreeks)
Watchmen is een graphic novel van Alan Moore (schrijver) en Dave Gibbons (tekenaar). Watchmen werd in 1986 en '87 gepubliceerd door DC Comics als twaalfdelige reeks comics, gevolgd door een uitgave in één band in 1987. De serie wordt beschouwd als een van de meest invloedrijke publicaties binnen het medium van de strips, met name de Amerikaanse superheldenstrip.
Moores verhaal is een satirische aanpak van het superheldengenre. Het volgt een reeks 'superhelden', die echter op een na verstoken zijn van bovennatuurlijke krachten. De strip verkent de motieven van deze figuren om gemaskerde crime fighters te worden en ontmaskert ze als antihelden met ernstige persoonlijke en morele tekortkomingen.

## Totstandkoming
Ca. 1983 was Alan Moore bezig aan een verhaallijn die hij wilde uitwerken met bestaande superhelden, zoals hij even tevoren Miracleman nieuw leven had ingeblazen. Hij begon aan een misdaadverhaal waarin een superheld dood aangetroffen zou worden, om van daaruit diep in de (gevoels-)wereld van het personage en zijn medehelden te duiken en een andere kant van die wereld te laten zien dan doorgaans in comics gebeurt. Toen datzelfde jaar DC Comics de rechten op een stel personages overkocht van Charlton Comics, deed Moore aan DC het voorstel om zijn verhaallijn aan deze personages aan te passen. DC gaf hiervoor geen toestemming, omdat duidelijk werd dat Moores verhaallijn de personages dood of onbruikbaar zou achterlaten, en verzocht Moore om eigen personages te verzinnen. De uiteindelijke hoofdpersonen van Watchmen zijn dan ook aanpassingen van de Charlton-helden, op hun beurt klassieke stereotypen van het superheldengenre.
Tekenaar Dave Gibbons meldde zich bij Moore nadat hij van het project gehoord had en wierf John Higgins aan als inkter. Len Wein en Dick Giordano traden namens DC op als redacteurs.
In 1986 en '87 werkten Moore en Gibbons het manuscript van Moore uit tot zes hoofdstukken plot, aangevuld met zes hoofdstukken karakterontwikkeling van de diverse hoofdpersonen, die als de twaalf delen van de DC-miniserie Watchmen verschenen. Tegen het einde van het project ontstond een meningsverschil over het geplande einde: redacteur Wein meende dat het te veel leek op het plot van een aflevering van de tv-serie The Outer Limits uit 1963 en verzocht Moore een nieuw einde te schrijven. Moore weigerde, waarop Wein opstapte. Het uiteindelijke hoofdstuk 12 bevat een verwijzing naar The Outer Limits als teken van erkenning.

## Verhaal
Het verhaal speelt in een alternatieve geschiedenis met "echte" superhelden, die door de politiek gedwongen zijn hun eigen-baas-zijn op te geven. De strip is verdeeld in twaalf hoofdstukken. Elk hoofdstuk wordt aangevuld met een paar pagina's tekst, welke een artikel of een fragment uit een (auto)biografisch boek voorstellen, en elk op de inhoud van het hoofdstuk aansluiten. Daarnaast is er ook sprake van een strip binnen de strip. Het personage Bernie leest een piratenstrip, die op zo'n manier binnen het verhaal van Watchmen geschreven is dat hij lijkt aan te sluiten op de gebeurtenissen.
In oktober 1985 wordt in New York een zekere Edward Blake vermoord door een onbekende inbreker. De politie komt er niet uit, maar een gemaskerde wreker die zichzelf Rorschach noemt ontdekt al snel dat Blake niemand minder was dan de Comedian, een andere held die in dienst stond van de regering. Rorschachs vermoedt een plan om alle oude helden om te brengen en waarschuwt zijn oude kameraden: Dan Dreiberg (de vroegere tweede Nite-Owl), Doctor Manhattan (een emotieloze man met superkrachten) en diens vrouw Laurie Juspeczyk (voormalige tweede Silk Spectre), en tot slot Adrian Veidt (een zakenman die vroeger de held Ozymandias was).
Kort na Blakes begrafenis wordt Doctor Manhattan, op televisie, door een journalist ervan beschuldigd dat hij door zijn krachten kanker veroorzaakt heeft bij allerlei mensen, inclusief zijn ex-vrouw. Als thuis blijkt dat de staat de beschuldigingen gelooft verlaat Manhattan de Aarde en gaat naar Mars. Laurie was al eerder bij hem weggelopen omdat ze zijn gebrek aan menselijke emoties beu was. Nu Doctor Manhattan, het belangrijkste wapen van de VS, verdwenen is, loopt de spanning in de Koude Oorlog hoog op en valt de Sovjet-Unie Afghanistan binnen.
Kort daarna vindt er een mislukte moordaanslag plaats op Adrian Veidt. Rorschach ziet zijn theorie over een "masker-killer" bevestigd, maar wordt kort hierop gearresteerd op verdenking van de moord op een ex-superschurk. In de gevangenis probeert een psychiater hem te helpen, maar Rorschachs traumatiserende verleden heeft zo'n sterk effect op dr. Long dat diens hele privéleven erdoor wordt verwoest.
Laurie is bij Dan Dreiberg gebleven en de twee krijgen een verhouding. Uiteindelijk besluiten ze hun oude kostuums weer aan te doen en bevrijden Rorschach. Doctor Manhattan heeft, na zijn leven op Mars overdacht te hebben, besloten om Laurie erheen te halen, om te zien of zij hem ervan kan overtuigen dat de mensheid het waard is om geholpen te worden. Midden in de discussie dringt het plotseling tot Laurie door dat zij het resultaat is van een buitenechtelijke affaire tussen haar moeder en de Comedian, wat haar met afschuw vervult, daar diezelfde Comedian haar moeder ooit probeerde te verkrachten. Maar juist deze contradicties doen Doctor Manhattan de complexiteit van menselijke emoties beseffen, en overtuigen hem.
Ondertussen gaan Nite Owl en Rorschach verder op onderzoek en ontdekken dat het brein achter de aanslag op Adrian Veidt niemand minder is dan Veidt zelf. En alle oude bekenden van Doctor Manhattan die kanker kregen, hebben in Veidts bedrijf gewerkt. Rorschach schrijft al zijn verdenkingen op in zijn dagboek, dat hij vervolgens opstuurt naar de redactie van The New Frontiersman, een extreemrechts krantje dat hij leest. De hoofdredacteur laat het, zonder het te lezen, wegstoppen in de "mafkezenmap", waar ze rare inzendingen in bewaren die als paginavulling kunnen dienen.
Nite Owl en Rorschach confronteren Veidt in zijn privébasis op Antarctica. Het blijkt dat Veidt van plan is om de Koude Oorlog te stoppen door een gezamenlijke vijand te creëren. Daarvoor had hij op een afgelegen eiland, onder de dekmantel van een filmproject, een groep tekenaars, sciencefiction-schrijvers, psychologen en genetische wetenschappers bijeen gebracht, om zodoende een zogenaamd monsterlijk buitenaards wezen te creëren. Bij pogingen om Doctor Manhattans teleportatiekrachten te kopiëren bleek dat dit vrijwel altijd een explosie meebracht, die het monster zou doden, wat ook een psychische schokgolf meebrengt die vele doden zal veroorzaken, en nachtmerries bij de overlevenden. Zo zou de wereld zich dus verenigen tegen een dreiging van buitenaardse of buiten-dimensionale wezens. De Comedian moest dood omdat hij de plannen bij toeval ontdekt had. Doctor Manhattan moest ook verdwijnen omdat hij met zijn krachten het plan zou kunnen bedreigen. Rorschach en Nite Owl willen Veidt stoppen, maar hij verklaart dat hij niet zo dom is om zijn plannen van tevoren te verklappen: hij heeft het al gedaan.
Doctor Manhattan en Silk Spectre vinden bij terugkomst in New York miljoenen doden en een dood monster. Via de tachyonen ontdekt Doctor Manhattan dat er sprake is van een teleportatie vanaf Antarctica, dus transporteert hij zichzelf en Silk Spectre erheen. Net op het moment dat het er slecht uitziet voor Veidt komen de nieuwsberichten binnen: de wereldmachten hebben de handen ineengeslagen en de Koude Oorlog is voorbij. Het lijkt erop dat het beter is om de ware toedracht geheim te houden. Alleen Rorschach weigert dit. Hij verklaart dat als ze willen dat hij zijn mond houdt, ze hem zullen moeten doden. Doctor Manhattan doet dit zonder pardon.
Hierna hebben Doctor Manhattan en Adrian een kort gesprek. Adrian vraagt zich af of hij er goed aan heeft gedaan om het zo te laten aflopen. Maar Doctor Manhattan antwoordt dat niets ooit afloopt en verdwijnt. Dan en Laurie blijven bij elkaar, met een nieuwe identiteit om buiten schot te blijven.
In New York zit de hoofdredacteur van The New Frontiersman met een probleem: zijn artikel over de Russen heeft hij moeten schrappen nu de Koude Oorlog voorbij lijkt. Hij draagt zijn jonge assistent op om er dus maar een artikel uit de Mafkezenmap in te plaatsen. De strip eindigt als de jongen naar de stapel inzendingen loopt, waar Rorschachs dagboek bijna bovenaan ligt, zodat het de vraag blijft of de ware toedracht alsnog aan het licht komt...

### De chronologie
Watchmen is een verhaal met een ingewikkelde achtergrond en veel flashbacks, dat zich afspeelt in een alternatieve geschiedenis. De tijdlijn wijkt af vanaf 1938, kort na de verschijning van het eerste nummer van Action Comics, met daarin het eerste avontuur van Superman. Kort daarna verschijnen in de VS de eerste gemaskerde wrekers, die net als superhelden een kostuum en een theatrale schuilnaam hebben. Een jaar later gaan acht wrekers samenwerken als de Minutemen, met beperkt succes. In 1940 wordt de Comedian uit de groep gezet na een poging om Silk Spectre te verkrachten, waarna hij voor de regering ging werken.
Eind jaren veertig, tijdens de McCarthy-periode, worden de Minutemen gedwongen om hun ware identiteit bekend te maken aan in elk geval één commissielid. De groep is tegen die tijd erg geslonken, en uiteindelijk gaan ze in de jaren 50 uit elkaar.
In 1959 wordt Jon Osterman bij een ongeluk op een testbasis gedesintegreerd. Drie maanden later verschijnt hij weer als Doctor Manhattan: een mens met atomaire superkrachten, waarna hij als superheld in dienst van de overheid treedt. Tegelijkertijd komt in de loop van de jaren 60 een nieuwe generatie helden op. Een poging om hen weer te verenigen als de Crimebusters mislukt.
Dankzij Doctor Manhattan winnen de VS de Vietnamoorlog. President Richard Nixon wordt populairder dan ooit en slaagt erin om in 1975 een nieuw amendement aan de grondwet toe te voegen, zodat hij herkiesbaar kan blijven. In 1985 zit hij al aan zijn vijfde termijn. Desondanks zijn gemaskerde wrekers in 1977 erg impopulair, met name bij de politie, die in staking gaat. Hierop wordt de Keene Act ingevoerd, en zijn wrekers weer verboden, met uitzondering van de Comedian en Doctor Manhattan.

## Personages

### Hoofdpersonen
- Nite-Owl II (Daniel Dreiberg): gepensioneerde superheld die beschikt over een Batcave-achtige kelder vol geavanceerd wapentuig. Impotent zonder zijn superheldenpak. Gebaseerd op de tweede Blue Beetle (Charlton), die op zijn beurt weer een imitatie is van Batman (DC).[1]
- Rorschach (Walter Kovacs) was oorspronkelijk het ongewenste kind van een prostituee. Na zijn moeilijke jeugd werd hij uiteindelijk een wreker met een speciaal masker waarop veranderende, symmetrische inktvlekken staan. In de loop der jaren werkte hij vaak samen met Nite-Owl II. In 1975 probeerde hij een gegijzeld meisje tevergeefs te redden. Sindsdien is hij gewelddadiger en ziet hij Rorschach als zijn ware identiteit. Na de Keene-act in 1977 is hij illegaal verdergegaan.
- Silk Spectre II (Laurie Juspeczyk) is de dochter van haar voorgangster Sally Jupiter, die erop stond dat Laurie haar op zou volgen. Laurie doet dit met tegenzin. Ze heeft een relatie met dr. Manhattan, maar die relatie loopt naarmate het verhaal vordert stuk. Als Manhattan haar meeneemt naar Mars realiseert ze zich daar dat de Comedian haar echte vader is.
- Dr. Manhattan (dr. Jonathan Osterman): nucleair fysicus die door een spectaculair ongeluk met een "Intrinsic Field Separator" transformeert in een bovennatuurlijk wezen. Dr. Manhattan ziet en beheerst subatomaire deeltjes; hij beschikt over teleportatie en telekinese; hij kan de toekomst voorspellen; maar ondanks al zijn krachten is hij passief en fatalistisch ingesteld.[2] Hij werkt als superwapen voor de Amerikaanse overheid en verandert zo de machtsbalans in de Koude Oorlog in het voordeel van de VS. Gaandeweg raakt hij vervreemd van de mensheid. Gebaseerd op Captain Atom (Charlton), genoemd naar het Manhattanproject.
- Ozymandias (Adrian Veidt): 's wereld slimste man, atleet, eigenaar van een mondiaal zakenimperium, voormalig gemaskerd misdaadbestrijder. Veidt neemt de plaats in van de superschurk in een gebruikelijk superheldenverhaal, maar is moreel een complexe figuur: hij probeert de wereld te redden van de ondergang en gaat daarbij over lijken. Gebaseerd op Thunderbolt (Charlton).
- The Comedian (Edward Morgan Blake): cynische en meedogenloze huurling die voor de Amerikaanse overheid werkt, o.a. in Vietnam en Latijns-Amerika. De moord op de Comedian, in het begin van de strip, zet het hele verhaal in gang; levend verschijnt hij alleen in flashbacks. Gebaseerd op The Peacemaker (Charlton), Nick Fury (Marvel) en Nixon-handlanger Gordon Libby.

### Nevenfiguren

#### Minutemen
De Minutemen was een groep superhelden voor de Watchmen. De groep werd opgezet in 1940 en bestond uit:
- De eerste Nite Owl (Hollis Mason) was van 1938 tot 1962 actief en was in werkelijkheid politieman. Nadien werd hij garagehouder en schreef hij een autobiografie, getiteld Onder het Masker.
- Captain Metropolis (Nelson Gardner) was een voormalig marineluitenant en slaagde erin om de Minutemen op te richten. De latere poging om de Crimebusters op te richten liep mis. In 1974 stierf hij bij een auto-ongeluk. In 1988 bevestigde Alan Moore dat Metropolis waarschijnlijk een homoseksuele relatie met Hooded Justice had.
- De eerste Silk Spectre (Sally Jupiter) was afkomstig uit Polen maar veranderde haar achternaam. Behalve superheldin was ze ook een fotomodel, en haar agent Schexnayder maakte commercieel gebruik van alle publiciteit. Zo groeide ze uit tot een sekssymbool. De Comedian probeerde haar te verkrachten. Toch vergaf ze hem uiteindelijk. Ze stond erop dat haar dochter Laurie haar zou opvolgen.
- Silhouette (Ursula Zandt) had een moeizame verhouding met Silk Spectre. In 1949 werd bekend dat Silhouette samenwoonde met een vrouw, waarop ze, onder druk van Schexnayder, uit de groep gezet werd. Kort hierna werd ze vermoord.
- Hooded Justice was de allereerste superheld in 1938. Zijn ware identiteit is onbekend, maar Nite-Owl I vermoedt dat hij de gewichtheffer Rolf Müller was, wiens lijk kort na de verdwijning van Hooded Justice gevonden werd. Hij ging regelmatig uit met Silk Spectre I, maar was in werkelijkheid waarschijnlijk homoseksueel.
- Mothman (Byron Lewis) kreeg in latere jaren last van alcoholisme en werd geestesziek. Zo kwam hij in een inrichting terecht.
- Dollar Bill (Bill Brady) werd door de banken ingezet om bankroven te bestrijden. In 1947 werd hij neergeschoten.
- The Comedian (Edward Morgan Blake)

De groep viel uiteen om verschillende redenen. De Comedian werd al in 1940 uit de groep gezet na een poging om Sally Jupiter te verkrachten. Silhouette werd in 1949 uit de groep gezet toen bekend werd dat ze lesbisch was; zes weken later werd ze vermoord. Dollar Bill kwam om het leven bij een bankoverval; zijn cape bleef steken in de draaideur. De eerste Silk Spectre stopte als heldin en trouwde met haar agent. Kort daarna werd de groep opgeheven.
Nog levend:
- De eerste Nite Owl (Hollis Mason)
- De eerste Silk Spectre (Sally Jupiter)
- Mothman (Byron Lewis)

#### Andere nevenpersonages
- Moloch the Mystic (Edgar William Jacobi) is een voormalige superschurk, die tientallen jaren actief geweest is. In de jaren 70 zat hij in de gevangenis, waarna hij zijn criminele carrière vaarwel gezegd heeft. Anno 1985 is hij dodelijk ziek, dankzij Adrian Veidt, die hem later doodschiet zodat Rorschach de schuld krijgt.
- Steven Fine is een rechercheur, die samen met zijn partner Joe Bourquin de moord op de Comedian onderzoekt, en Rorschach arresteert. Fine concludeert dat Dan Dreiberg de Nite Owl is, maar kan dit niet bewijzen. Fine en Bourquin sterven als het monster in New York terechtkomt.
- Bernard is de baas van een kleine krantenkiosk in New York. Het hele verhaal door voert hij gesprekken over het nieuws, met anderen op straat. Elke dag zit zijn naamgenoot Bernie, een jongen, bij zijn kiosk een piratenstrip te lezen: Tales of the Black Freighter. Het monster komt vlak bij de kiosk terecht. Vlak voordat ze sterven probeert Bernard Bernie nog te beschermen.

## Prijzen
Watchmen won in de loop van jaren verschillende prijzen, waaronder:
- Will Eisner-award voor beste eindige serie 1988
- Will Eisner-award voor beste grafische album 1988

## Nederlands
Watchmen werd in 1989 onder dezelfde titel in het Nederlands uitgegeven door Baldakijn Boeken (BB), als zesdelige serie. Rob van Eijck deed de vertaling.